# Kim Woo-min
Kim Woo-min (n. 24 august 2001, Busan, Coreea de Sud) este un înotător sud-coreean, medaliat olimpic. A participat la 2 ediții ale Jocurilor Olimpice (2020, 2024) în care a câștigat o medalie de bronz.